# Kim Bodnia
Kim Bodnia (Kopenhagen, 12 april 1965) is een Deens acteur.

## Carrière
Bodnia debuteerde in 1989 in de film En afgrund af frihed. In 1995 was hij te zien in de film Nattevagten waarvoor hij de Robert voor Beste Mannelijke Bijrol kreeg. Verder is hij onder meer te zien in de Indische film Delhi Belly en speelde hij de rol van Lars in de Deense dramafilm Hævnen uit 2010 van Susanne Bier, die tijdens de 83ste Oscaruitreiking de prijs voor beste buitenlandse film won.
Op televisie was hij in 2011 te zien in The Bridge, waarin hij samen met Sofia Helin een van de twee hoofdrolspelers is. Ook speelde hij mee in het tweede seizoen. Verder was hij onder meer te zien als gastacteur in Forbrydelsen en Den som dræber. In 2017 speelde hij in de Britse hitserie Killing Eve. In 2019 kwam een tweede seizoen uit waarin hij opnieuw een belangrijke mannelijke bijrol vervult.

## Filmografie
- 1989 – En Afgrund Af Frihed – Bouncer
- 1993 – Bulldozer – Samson
- 1994 – Nattevagten – Jens
- 1996 – Pusher – Frank
- 1997 – Den Sidste Viking – Sigbard
- 1999 – Bleeder – Leo
- 1999 – I Kina spiser de hunde (In China They Eat Dogs) – Harald
- 2001 – Øyenstikker – Eddie
- 2002 – Gamle mænd i nye biler (Old Men In New Cars: In China They Eat Dogs II) – Harald
- 2002 – Himmelfall – Johannes
- 2004 – Den Gode Strømer – Jens
- 2004 – Monstertorsdag – Skip
- 2004 – Inkasso – Claus
- 2005 – Opbrud – Philip
- 2006 – The Journals of Knud Rasmussen – Peter Freuchen
- 2007 – Ekko – Simon
- 2007 – Forbrydelsen – Bülow
- 2008 – Nefarious – Elkiar
- 2008 – Frygtelig Lykkelig – Jørgen Buhl
- 2008 – Kandidaten – Claes Kiehlert
- 2009 – Vølvens Forbandelse – Harald Blåtand
- 2009 – Julefrokosten – Buller
- 2010 – Caroline: Den Sidste Resje – Johan
- 2010 – Tomme Tønner – Dansken
- 2010 – Min Bedste Fjende – Dansklærer
- 2010 – Hævnen – Lars
- 2010 – Sandheden Om Mænd – Johnny
- 2011 – Tomme Tønner 2 – Det Brune Gullet – Dansken
- 2011 – Delhi Belly – Vladimir Dragunsky
- 2011 – The Bridge – Martin Rohde
- 2011 – Den som dræber – Jakov
- 2012 – The Stranger Inside – Uli
- 2012 – Den skaldede frisør – Leif
- 2012 – Skumringslandet – Bergtor
- 2017 –  Killing Eve - Konstantin Vasiliev
- 2021 – The Witcher - Vesemir
- 2025 – F1 - Kaspar Molinski

- Biblioteca Nacional de España: XX1361050
- Bibliothèque nationale de France: cb150384831 (data)
- Gemeinsame Normdatei: 1024816095
- International Standard Name Identifier: 0000 0001 1488 5848
- Library of Congress Control Number: nr2005017250
- MusicBrainz: 586917a1-1cdc-4b29-ad63-7e32cdcc2117
- Nationale Bibliotheek van Tsjechië: xx0156370
- Nederlandse Thesaurus van Auteursnamen: 202248259
- Système universitaire de documentation: 18321272X
- Virtual International Authority File: 22098720
- WorldCat: E39PBJdCmDy4PTjKWjXxJXg7pP